# ディスインテグリン
ディスインテグリン（英: disintegrin）は、ヘビ毒に由来する低分子量タンパク質（45–84アミノ酸長）のファミリーであり、血小板の凝集とインテグリン依存的な細胞接着を強力に阻害する機能を果たす。

## 作用
ディスインテグリンは血液凝固段階に対抗することで作用し、血小板の凝集を阻害する。ディスインテグリンはβ1、β3ファミリーのインテグリンと相互作用する。インテグリンは細胞間相互作用や細胞-細胞外マトリックス間の相互作用に関与する受容体であり、血小板同士のブリッジ（platelet–platelet bridge）の形成を介して凝集をもたらす最終共通経路（final common pathway）として機能する。この過程は血栓形成と止血に必要不可欠である。ディスインテグリンは、血小板表面のインテグリンIIb-IIIa受容体へ特異的に結合する配列チーフであるRGDモチーフ（Arg-Gly-Asp）またはKGDモチーフ（Lys-Gly-Asp）を持っており、活性化された血小板の受容体-糖タンパク質複合体へのフィブリノゲンの結合を遮断する。このようにディスインテグリンは受容体のアンタゴニストとして作用し、ADP、トロンビン、血小板活性化因子、コラーゲンによって誘導される凝集を阻害する。ディスインテグリンの血液凝固阻害機能は、特に抗凝固薬としての利用に関して医学的関心が寄せられている。

## タイプ
ディスインテグリンは、small、medium、large、dimeric（二量体型）、そしてヘビ毒メタロプロテアーゼ/メタロプロテイナーゼ（snake venom metalloproteinase）の5つのクラスに分類される。
Small Disintegrin: 49–51アミノ酸、4つのジスルフィド結合
Medium Disintegrin: 70アミノ酸、6つのジスルフィド結合
Large Disintegrin: 84アミノ酸、7つのジスルフィド結合
Dimeric Disintegrin: 67アミノ酸、4つの分子間ジスルフィド結合
ヘビ毒メタロプロテアーゼ: 100アミノ酸、8つのジスルフィド結合

## 進化
ディスインテグリンは祖先型タンパク質ファミリーであるADAMファミリーから遺伝子重複を経て進化した。Small、medium、large、dimeric型のディスインテグリンはクサリヘビ科にのみみられ、1200–2000万年前に重複と多様化が生じたことが示唆される。ヘビ毒メタロプロテアーゼはナミヘビ上科全体にみられ、ナミヘビ上科の多様化が生じた約6000万年前より早期に進化したものであることが示唆される。

## 他のディスインテグリン様タンパク質
ディスインテグリン様タンパク質は粘菌からヒトまでさまざまな生物種でみられる。ディスインテグリンドメインを持つ他のタンパク質としては次のようなものがある。
- 一部のヘビ毒亜鉛メタロプロテアーゼ[7]はN末端の触媒ドメインに加えてディスインテグリンドメインを持ち、トリメロリシンI（HR1B）、アトロリシンE（Ht-e）、トリグラミン（trigramin）などが該当する。
- ADAM、ADAMTS（英語版）ファミリーには重要なプロテアーゼが含まれる。
  - ADAMTS13（英語版） - 血清に存在する分泌型プロテアーゼで、von Willebrand因子を切断し、天然・内因性の血小板接着・凝集阻害因子として作用する。
  - ADAM2（英語版）（β-ファーティリン、PH30βサブユニット）[8] - PH30は精子と卵の融合に関与するタンパク質である。βサブユニットの最もN末端側にはディスインテグリンドメインが存在する。
  - ADAM7（英語版）（EAP I）[9] - ADAM7は精子の膜に結合しており、精子の成熟に関与している可能性がある。構造的には、ADAM7はN末端ドメイン、亜鉛メタロプロテアーゼドメイン、ディスインテグリンドメイン、膜貫通領域を含む大きなC末端ドメインから構成される。